# 터키스트림

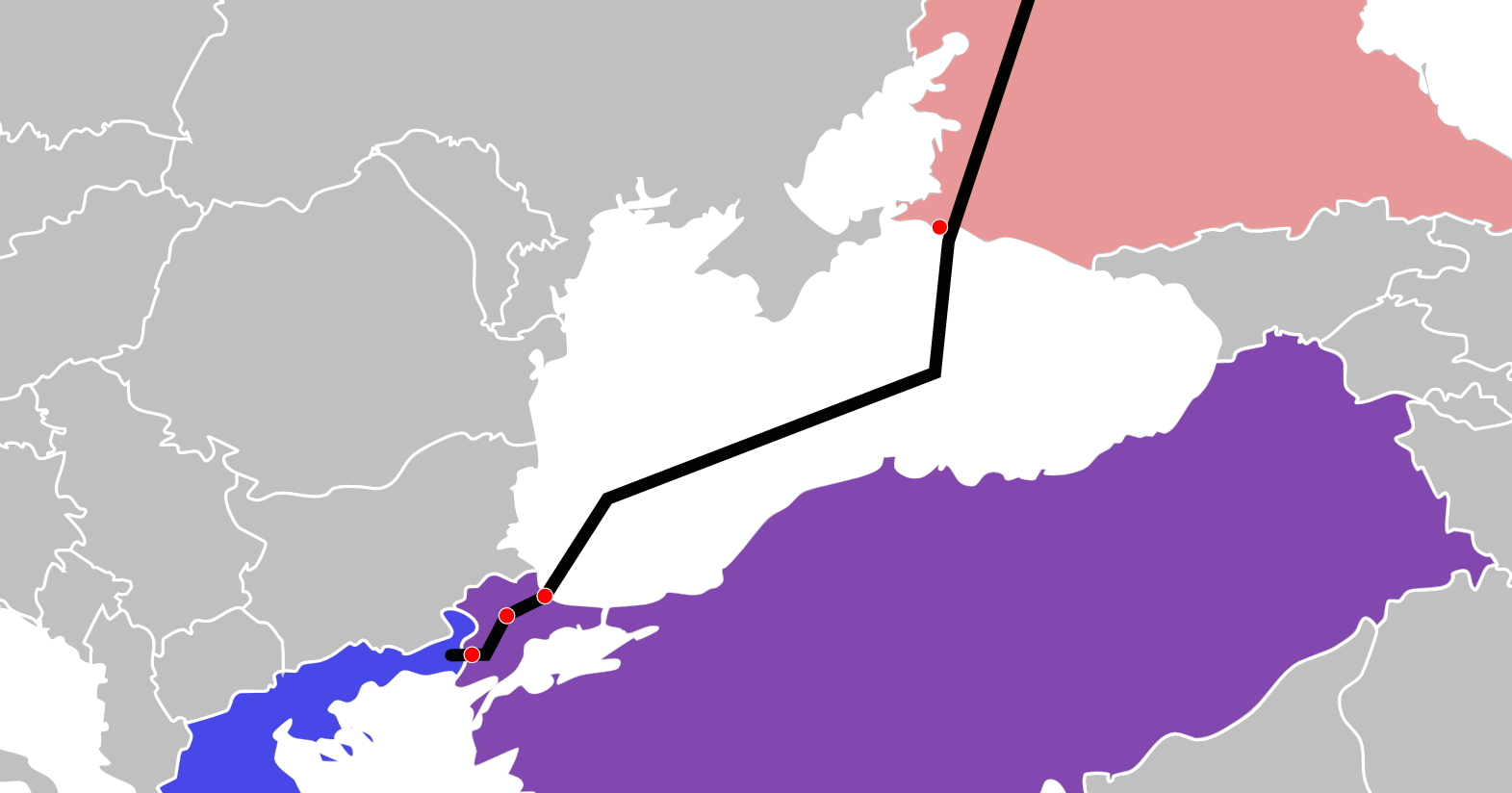
터키스트림 노선도

터키스트림(영어: Turkstream, 문화어: 뛰르끼예흐름) 또는 튀르크스트림(튀르키예어: TürkAkım)은 사우스스트림을 대신해 러시아에서 흑해를 건너 튀르키예를 연결하는 가스관이다.
러시아와 튀르키예는 블루스트림으로 연결되어 있지만 블루 스트림이 튀르키예의 아시아 지역인 아나톨리아를 잇는 대신 터키 스트림은 동트라키아(유럽 튀르키예)를 연결할 계획이었다. 기존 사우스 스트림 계획 구간의 반 이상을 그대로 사용할 계획이었다.
러시아의 가스프롬과 튀르키예의 보타슈가 사업을 추진했다. 그러나 튀르키예군이 시리아 국경 지대에서 이라크 레반트 이슬람 국가에게 공습을 가하던 러시아 수호이 Su-24기를 격추하면서 한동안 보류되었다. 하지만 2016년 7월 말에 러시아와 튀르키예가 모스크바에서 열린 회의를 통해 프로젝트 재개를 다시 논의했다. 2016년 10월 10일에는 러시아와 튀르키예 양국이 튀르키예 이스탄불에서 프로젝트 수행을 위한 정부 간 협약에 정식 서명했다.
2016년 12월 8일에는 스위스의 해양 업체인 올시스와 1선 공사 계약을 체결했고 2017년 2월 20일에는 2선 공사 계약을 체결했다. 2017년 5월 7일에는 러시아 측 해양 구간 1선 공사가 시작되었고 2018년 11월 19일에는 튀르키예 이스탄불에서 해양 구간 준공식이 거행되었다. 2019년 11월에는 가스관의 해양 구간이 가스로 채워졌다. 2020년 1월 8일에는 블라디미르 푸틴 러시아 대통령과 레제프 타이이프 에르도안 튀르키예 대통령에 의해 터키스트림 가스관이 정식 개통되었다.